# Hermann von Alvensleben

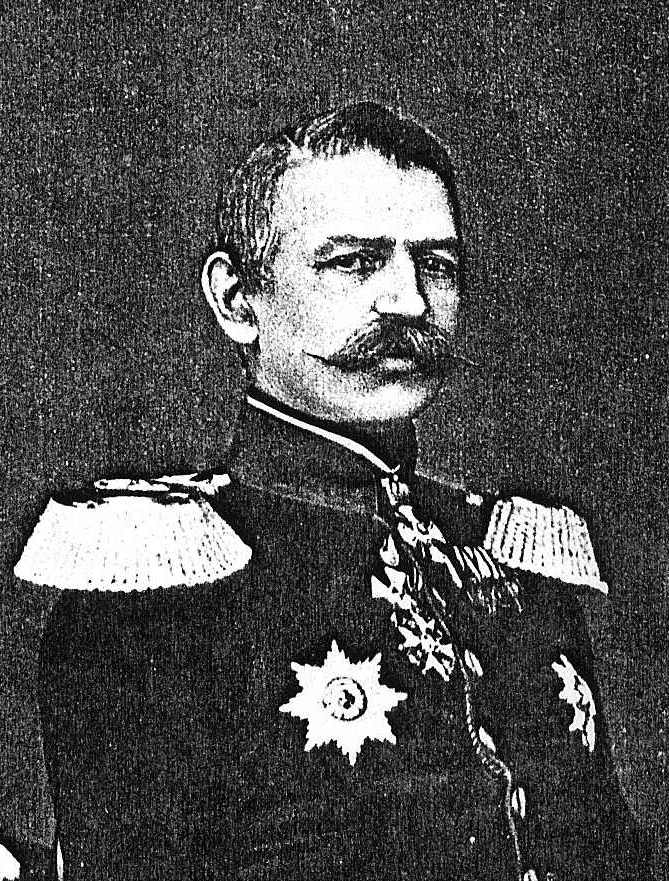
Hermann von Alvensleben

Hermann Karl Rudolf Gebhard von Alvensleben (* 10. April 1809 in Schochwitz; † 8. Januar 1887 ebenda) war ein preußischer Generalleutnant und Besitzer des Rittergutes Schochwitz.

## Leben

### Herkunft
Hermann entstammt der niederdeutschen Adelsfamilie von Alvensleben. Er war ein Sohn des preußischen Generalleutnants Johann Friedrich Karl II. von Alvensleben (1778–1831) und dessen Ehefrau Karoline, geborene von Hirschfeld (1783–1849).

### Militärkarriere
Nach dem Besuch des Berliner Kadettenhauses trat er am 28. Juli 1827 als Portepeefähnrich in das Regiment der Gardes du Corps der Preußischen Armee ein. Er führte 1866 im Krieg gegen Österreich als Generalmajor die 1. Kavallerie-Division im Kavalleriekorps der 1. Armee. Nach Kriegsende wurde er zum Generalleutnant befördert und Kommandeur der Garde-Kavallerie-Division. Am 5. September 1867 beauftragte man Alvensleben zunächst mit der Wahrnehmung der Geschäfte als Chef des Militärreitinstituts in Hannover und ernannte ihn am 14. Dezember 1867 zum Chef. Anlässlich des Krieges gegen Frankreich wurde er Ende Juli 1870 dem Generalgouverneur im Bereich I., II., III. und X. Armee-Korps unter General Vogel von Falckenstein überwiesen. Einen Monat später kommandierte man ihn nach Bremen zur Organisation der Bewachung der Küste von Dorum bis Emden. Von dieser Stellung wurde Alvensleben Ende März 1871 entbunden und am 15. April 1871 mit Pension zur Disposition gestellt.
Nach seiner Verabschiedung zog er sich auf sein Gut Schochwitz zurück.
Die Alvenslebenstraße in Hannover wurde nach ihm benannt.

### Familie
Alvensleben verheiratete sich am 6. Oktober 1836 in Dobritz mit Karoline von Kalitzsch (1814–1878), Tochter von Friedrich von Kalitsch. Aus der Ehe gingen zehn Kinder hervor, darunter:
- Busso (1840–1870), preußischer Premierleutnant, gefallen bei La Blanchette ⚭ 1865 Jenny Kukein (1848–1868)
- Ludolf (1844–1912), Generalmajor ⚭ Antoinette Freiin von Ricou (1870–1950)
- Mechtild (1859–1941) ⚭ 1890 Alkmar II. von Alvensleben (1841–1898), preußischer Generalleutnant
- Gertrud (1852–1946) ⚭ 1878 Heinrich Bartels (1848–1914), Herr auf Langendorf
- Elsbeth (1856–1945) ⚭ 1886 Alexander von Schwarzenberg-Hohenlandsberg (1842–1918)